# Олтмен, Сидни
Сидни О́лтмен (Альтман; англ. Sidney Altman; 7 мая 1939[…], Монреаль, Квебек — 5 апреля 2022, Рокли, Нью-Джерси) — канадско-американский молекулярный биолог, оказал значительное влияние на современные биологические науки своими революционными открытиями в области РНК, лауреат Нобелевской премии по химии 1989 года .
Доктор, Стерлингский профессор Йельского университета, где трудился с 1971 года. Член Национальной академии наук США (1990) и Американского философского общества (1990).

## Биография
Сидни Олтмен родился вторым сыном в семье еврейских эмигрантов из Восточной Европы. 7 мая 1939 года в Монреале, Канада, в семье еврейских иммигрантов. Его отец, колхозник из украинского посёлка Чёрный Остров Виктор Олтмен, после эмиграции из Советского Союза в 1934 трудился на ферме, а после женитьбы открыл овощную лавку в Монреале. Мать, Рэй Арлин, вторая из одиннадцати детей, перебралась в Канаду в возрасте восемнадцати лет из Белостока в 1935  и работала на ткацкой фабрике.
Получил степень бакалавра по физике в Массачусетском технологическом институте в 1960 году, в 1967  защитил диссертацию в Университете Колорадо. С 1971  ассистент-профессор Йеля, с 1980  профессор, с 1983  завкафедрой; в 1985-89 гг. декан Йельского колледжа; Стерлингский профессор биологии и химии. В 1984  получил гражданство США. Член Американской академии искусств и наук. Иностранный член РАН (2019).
В 2013  получил мегагрант в третьем конкурсе[уточнить]. Исследования на тему «РНК-направленные противобактериальные и противовирусные препараты на основе олигонуклеотидов» планировалось проводить в Институте химической биологии и фундаментальной медицины СО РАН.
В 2016 году подписал письмо с призывом к Greenpeace, Организации Объединённых Наций и правительств всего мира прекратить борьбу с генетически модифицированными организмами (ГМО).
Скончался 5 апреля 2022 года

## Ранняя жизнь и образование
Его интерес к науке проснулся в раннем возрасте, особенно после знакомства с периодической таблицей элементов Менделеева и биографией Альберта Эйнштейна. Этот интерес привел его в Массачусетский технологический институт (MIT), где он изначально изучал ядерную физику. Однако, после некоторого времени в MIT, Олтмен перешёл в Колумбийский университет, где его внимание переключилось на биофизику. Под влиянием таких ученых, как Кай Левинталь и Джордж Гамов, Олтмен начал изучать молекулярную биологию, что определило направление его будущей научной карьеры.

## Научная карьера и исследования
С.Олтмен поступил в Массачусетский технологический институт (MIT), где он изучал ядерную физику и проводил исследования по электронному распаду. Позже в Лаборатории молекулярной биологии (LMB), он начал изучение транспортных РНК, сосредоточившись на штаммах Escherichia coli. Он обнаружил, что тРНК тирозин изначально синтезируется как большая предшественница  РНК и требует обработки для нормальной функциональности. В сотрудничестве с Джоном Смитом, он исследовал предшественников транспортных РНК, используя методы секвенирования, и выявил активность, отвечающую за удаление 5'  последовательности из предшественника транспортной РНК, которую назвали РНКаза Р.
Олтмен и его команда столкнулись с трудностью при попытке очистки РНКазы Р до гомогенности, обнаружив, что фермент не вёл себя как типичный белок. Их исследования выявили, что активность рибонуклеазы Р связана с определёнными РНК-молекулами, что привело к выводу о составе фермента из РНК и белка. Это было неожиданно для биохимиков, так как общепринятое мнение было о том, что только белки катализируют биологические реакции.
Далее, в 1978 , ученый и его аспирант Бен Старк обнаружили, что активность РНКазы Р пропадает после обработки рибонуклеазами, что подтвердило необходимость РНК-компонента для действия фермента. Это открытие вызвало скептицизм в научном сообществе, так как идея о том, что РНК может способствовать ферментативной активности, была новой и непривычной.
В 1979 году, Сидни Олтмен и Рышард Коле выделили высокоочищенные препараты РНК и белка из РНКазы Р и обнаружили, что они были неактивны по отдельности, но активность восстанавливалась при их смешивании. В 1980 году Коле продемонстрировал, что РНКаза Р, восстановленная из РНК мутанта E. coli и дикого типа белка C5, демонстрирует температурно-чувствительную активность, что подтвердило регуляторную роль in vivo.
В 1983 году было опубликовано революционное открытие, что РНК является каталитической субъединицей РНКазы Р. Оно показало, что M1 РНК не только участвовала в формировании активного сайта, но и сама по себе обладала ферментативной активностью. В 1982, до этого, Томас Чек из Университета Колорадо обнаружил, что РНК-молекулы из Tetrahymena могут разрезаться и сшиваться, что дало основания называть их рибозимами.
Эти открытия привели к пониманию того, что РНК может участвовать в множестве химических реакций, включая образование пептидных связей на рибосоме. Олтмен и его лаборатория провели ряд исследований по РНКазе Р, показав, что большая часть последовательности M1 РНК не требуется для расщепления. Они также продемонстрировали, что спаривание оснований между двумя РНК-молекулами может генерировать структуры, являющиеся субстратами для РНКазы Р, поскольку они напоминали предшественников транспортных РНК. Эти ислледования значительно расширили понимание роли РНК в биохимических процессах, подтвердив её критическую роль в ферментативной активности и внесли значительный вклад в область молекулярной биологии.

## Академическая и административная деятельность
Олтмен был не только выдающимся ученым, но и занимал ключевые административные и академические должности. В Йельском университете он занимал пост профессора и декана Йельского колледжа, где сыграл важную роль в разработке учебных программ и поддержке академического сообщества. Он также активно участвовал в программе иудейских исследований и внес значительный вклад в культурную и образовательную жизнь университета. Его административная работа и обучение студентов имели значительное влияние на академическое сообщество и воспитание будущих поколений ученых.

## Личная жизнь
Сидни Олтмен был женат на Энн Кёрнер, с которой у него было двое детей. Его личные увлечения включали бейсбол, и он был преданным болельщиком команды "Метс". В 2018 году брак Олтмена и Кёрнер завершился разводом. Последние годы своей жизни Олтмен провел, борясь с продолжительной болезнью, и скончался 5 апреля 2022 года. Его личная жизнь была полна разнообразных интересов и занятий, что показывает его как многогранного и цельного человека, не ограничивающегося лишь научными достижениями.

## Семья
- Жена (с 1972 года) — молекулярный биолог и биохимик Энн Олтмен (англ. Ann Altman, урождённая Кёрнер), дочь философа Стефана Кёрнера[англ.] (1913—2000) и общественного деятеля, магистрата Эдит Кёрнер[англ.] (Эдита Лея Леви, 1921—2000), беженцев военного времени из Чехословакии[19]. Её брат — математик Томас Кёрнер[англ.] (род. 1946).
  - Сын — американский экономист Даниел Олтмен[англ.] (род. 1974)
  - Дочь — Лея (род. 1977).

## Публикации
- Altman S, Baer MF, Bartkiewicz M, Gold H, Guerrier-Takada C, Kirsebom LA, Lumelsky N, Peck K. Catalysis by the RNA subunit of RNase P--a minireview (англ.) // Gene. — 15.10.1989. — Vol. 82, no. 1. — P. 63—4. — PMID 2479591.
- Altman S. A view of RNase P (англ.) // Mol Biosyst. — 09.2007. — Vol. 3, no. 9. — P. 604—7. — doi:10.1039/b707850c. — PMID 17700860.